# Concerto pour piano no 5 de Beethoven
L'empereur
Le Concerto pour piano en mi bémol majeur opus 73 (connu aussi sous le nom de L'empereur ou Concerto Empereur, mais non de l'invention du compositeur) est le dernier des cinq concertos pour piano de Ludwig van Beethoven. Sa composition commence vers 1808-1809 et est à peu près contemporaine de celle de ses Cinquième et Sixième symphonies. Sa première représentation a eu lieu en janvier 1811 avec l'archiduc Rodolphe d'Autriche en soliste, son élève, à qui sera dédié le concerto. Si l'on a pu dire du quatrième que c′était son plus intime, on peut désigner le cinquième comme son plus explicite, son plus ouvert.

## Composition
Beethoven commença son Concerto pour piano en 1808, en même temps que les préparatifs de guerre de l'Autriche contre Napoléon, un événement qui influença certainement l'atmosphère militaire de cette œuvre. La composition fut interrompue par les bombardements et l'occupation de Vienne par la Grande Armée le 12 mai 1809 ; un armistice général était signé deux mois après :

« Lors du court siège de Vienne par les Français en 1809, Beethoven eut grand-peur. Il passa la plus grande partie du temps dans une cave chez son frère Kaspar, en se couvrant en outre la tête de coussins, afin de ne pas entendre le canon. »

— Ferdinand Ries

« Le bruit terrible du canon ne pouvait-il pas aussi agir douloureusement sur ses oreilles malades? »

— Wegeler
Dans une lettre à ses éditeurs, Beethoven raconte combien ces événements l'ont marqué :

« Nous avons durant ce laps de temps vécu dans une gêne vraiment opprimante. […] Le cours des événements dans l'ensemble a eu chez moi sa répercussion physiquement et moralement. Je ne parviens même pas encore à jouir de cette vie à la campagne si indispensable pour moi. […] Quelle vie épuisante et dévastatrice autour de moi ; rien que tambours, canons, misères humaines de tout genre. »

— Lettre de Beethoven à Breitkof & Härtel, 26 juillet 1809
Les esquisses pour le premier mouvement de 1808 à mars-avril 1809 sont parsemées de notes dans ce genre: « Auf die Schlacht Jubelgesang ! » (Chant de triomphe pour le combat), « Angriff ! » (Attaque), « Sieg ! » (Victoire). On raconte que Beethoven était parfois pris de fièvre martiale et s'exprimait par des accès de rage contre Napoléon et les Français. On le vit un jour dans un café menacer du poing un officier français de l'armée d'occupation en criant : « Si j'étais général et en savais autant sur la stratégie que j'en connais sur le contrepoint, je vous en donnerais pour votre argent ! »
La Paix de Vienne, signée en octobre 1809, rétablit des conditions de vie favorables à l'achèvement de la partition. Malgré les vicissitudes de la guerre, ce fut une année faste pour Beethoven. Outre le Cinquième Concerto, il avait écrit de remarquables pièces : sa Fantaisie pour piano, chœur et orchestre, son Dixième Quatuor à cordes, « les Harpes », et la très belle Sonate pour piano « les Adieux ». Par-dessus tout, ce fut aussi l'année où, enfin, par un décret lui garantissant 4 000 florins de rente annuelle, ses princes protecteurs lui assuraient son indépendance.

## Édition

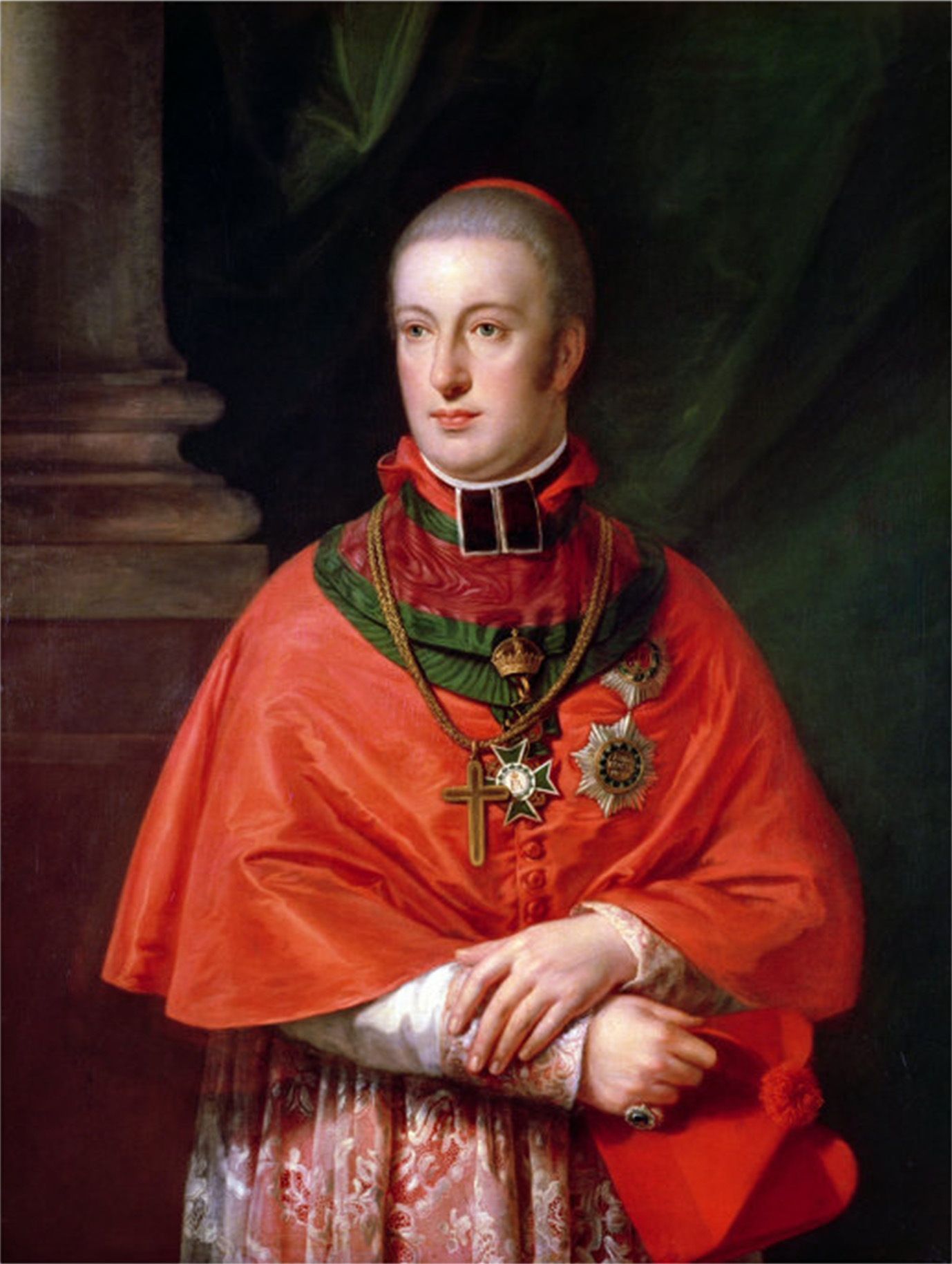
Rodolphe d'Autriche

Le titre de « Concerto Empereur » n'a pas été choisi par le musicien. Le compositeur avait admiré le général Bonaparte quand celui-ci semblait destiné à libérer l'Europe de la tyrannie, mais perdit toute estime pour lui quand ce dernier prit le titre d'empereur et entreprit des guerres de conquête. Plusieurs légendes circulent à propos de l'origine du sous-titre. Toujours est-il que Beethoven, fermement républicain, avait en 1804 effacé avec colère une dédicace à Napoléon sur la partition autographe de sa Symphonie Héroïque quand celui-ci se proclama Empereur des Français. Maynard Solomon fait remarquer que le Cinquième concerto « pourrait bien représenter la réaction de Beethoven face à la marée des conquêtes napoléoniennes ».
Il semble en définitive que cet intitulé lui ait été donné par un compositeur allemand installé en Grande-Bretagne et ami du musicien : J. B. Cramer. Également facteur de pianos et éditeur de musique, celui-ci voulut probablement souligner que le dernier concerto de Beethoven était le plus grand, l′« Empereur ».
Beethoven lui-même fit savoir à ses éditeurs qu'il n'admettait qu'un titre :

« Le concerto sera dédié à l'Archiduc R[odolphe] et pour titre il n'a rien que : « Grand concerto dédié à son Altesse Impériale l'Archiduc Rodolphe de, etc. » »

— Lettre de Beethoven à Breitkof & Härtel, 21 août 1810
Le compositeur, pianiste et grand érudit Donald Tovey a écrit : « Ne disputons pas plus avant de cet intitulé vulgaire et écoutons ».
Pour la postérité, ce concerto est fréquemment associé à l'image de l'Empereur Napoléon et à l'intensité dramatique que fut l'histoire du Premier Empire français. 
La publication du Cinquième Concerto eut lieu chez Breitkopf & Härtel en mai 1811 sous le numéro d'opus 73 et est dédié à l'archiduc Rodolphe d'Autriche, son élève, dédicataire également de son Quatrième concerto.

## Création
Bien que le concerto fût achevé dès 1809, la première exécution n'eut lieu que bien plus tard, le 28 novembre 1811 – sans doute à cause des troubles qui marquèrent cette période. Du fait de sa surdité, Beethoven fut incapable d'interpréter lui-même son concerto, comme il en avait l′habitude pour la première, et dut écrire l'intégralité de la partie solo. Le pianiste choisi pour cette première fut Friedrich Schneider, qui avait peut-être été l'élève de Beethoven, accompagné par l'excellent Orchestre du Gewandhaus de Leipzig dirigé par Johann Philipp Christian Schulz. Le concert fut un véritable triomphe pour le compositeur. D′après la grande revue Allgemeine musikalische Zeitung du 1er janvier 1812, le public contint avec difficulté son enthousiasme et sa reconnaissance et le journal décrivait le concerto comme « sans aucun doute l'un des plus originaux, des plus imaginatifs, des plus énergiques, mais aussi des plus difficiles de tous les concertos existant ».
L'accueil fut beaucoup moins chaleureux à Vienne, trois mois plus tard, le 11 (ou le 12) février 1812. Le pianiste était Carl Czerny, l'élève de Beethoven, plus connu de nos jours comme auteur d'ouvrages pédagogiques. C'était alors un professeur et un compositeur apprécié, ainsi qu'un excellent pianiste. La critique fut cependant mauvaise et l'on reprocha à Beethoven d'être trop fier et trop confiant en son génie. En fait, le public viennois était plutôt conservateur et moins ouvert à la nouveauté que celui de Leipzig.

## Structure

### Orchestration
L′orchestration de l'œuvre ne diverge que très peu de celle des autres concertos du compositeur (elle est exactement similaire — mis à part la tonalité de certains instruments — à celle du Concerto pour piano no 3).
| Nomenclature du Concerto pour piano no 5                             |
| Soliste                                                              |
| Piano                                                                |
| Cordes                                                               |
| Premiers violons, seconds violons, altos, violoncelles, contrebasses |
| Bois                                                                 |
| 2 flûtes, 2 hautbois, 2 clarinettes en si ♭ et la, 2 bassons         |
| Cuivres                                                              |
| 2 cors en mi ♭ et ré, 2 trompettes en mi ♭                           |
| Percussions                                                          |
| Timbales en mi ♭ et si                                               |

## Analyse
Les dimensions du Concerto en mi bémol majeur dépassent tous les canons traditionnels ; à lui seul, le premier mouvement compte presque six cents mesures. L′œuvre abandonne le cadre de référence, jusqu'ici usuel, de la musique de chambre ; ses effets sont conçus pour les dimensions d'une grande salle de concert, il fait figure de « Symphonie avec participation d'un piano », voire de Symphonie concertante. Avec elle, Beethoven crée le grand concerto symphonique qui servira de modèle à Litolff, Liszt, Brahms, et tant d'autres musiciens du XIXe siècle.
La partie soliste exige à coup sûr le grand piano de concert moderne que ne réclamaient pas encore les concertos de Mozart, ni les premiers concertos de Beethoven. Certainement, il n'y avait jamais encore eu de concerto pour piano ayant de telles proportions ni donnant autant d′importance aux brillants effets du piano par simple plaisir. Certains ont supposé qu'entre la composition du Quatrième et du Cinquième Concerto, Beethoven avait acquis un nouveau piano de meilleure qualité qui inspira les possibilités propres à un meilleur instrument et le poussa à donner au piano un rôle égal et même supérieur (par opposition à son rôle ornemental plus courant) en combinaison avec l'orchestre.
La tonalité du Cinquième concerto, mi bémol majeur, « symbolise déjà l'idée d'éclat et d'immensité à laquelle Beethoven avait dû l′associer depuis l′Héroïque ». C'était la tonalité préférée de Beethoven (ainsi que d'autres compositeurs) pour la musique de style héroïque. Avec le cinquième concerto, on peut aller plus loin et tenter de prouver que c'est un concerto « militaire ». Le musicologue Alfred Einstein a correctement décrit cette partition comme étant « l'apothéose du concept militaire » de la musique de Beethoven, en raison de ses rythmes martiaux, de ses thèmes agressifs, de ses motifs triomphaux et de sa nature souvent proclamatoire. Selon Einstein, les compositions de style militaire étaient bien connues des publics de Beethoven : « Ils attendaient un premier mouvement de caractère « militaire » en mesure à quatre-quatre, et ils manifestèrent un plaisir non dissimulé quand Beethoven, non content de répondre à leur attente, alla encore plus loin. »
Le Concerto comprend trois mouvements dont l′exécution dure à peu près quarante minutes : 
1. Allegro maestoso
2. Adagio un poco mosso - attacca
3. Rondo. Allegro apassionato ma non troppo

### Allegro
Le premier mouvement rompt avec les conventions : un seul accord accentué de l'orchestre, et le pianiste entre en quelque sorte en scène pour introduire le jeu par le truchement d'une cadence en trois épisodes, séparé par les interventions du tutti. L'introduction magistrale et virtuose au piano, comme une improvisation, doit avoir stupéfié ses premières audiences. 
Ce n'est que dans l′exposition de cent mesures qui suit que l'orchestre présente le thème principal, dont l'allure donne à l'œuvre son caractère martial.

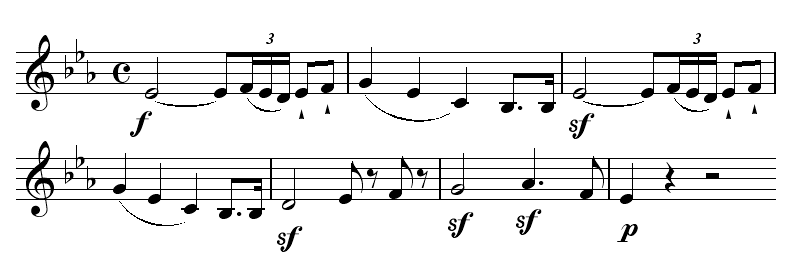
Le thème central du premier mouvement, introduit par les violons

Dans le premier mouvement, le recours aux contrastes est évident ; ainsi, à sa rentrée, au terme d'une gamme chromatique, le soliste réexpose le thème héroïque, mais pianissimo (dolce !), puis passe, en quelques mesures brillantes, au forte. Après un développement serré des motifs et des thèmes, Beethoven englobe toute la cadence, relativement brève, dans la réexposition, contrairement aux quatre concertos précédents. Il la fait accompagner partiellement par l'orchestre, ce qui exclut toute velléité d'arbitraire du soliste, et élève celle-ci au rang de partie intégrante de l'œuvre.
Le premier mouvement fait penser au travail thématique futur de Schumann, Liszt ou Berlioz, Beethoven écrivant en symphoniste. 

### Adagio un poco mosso
Dans ce concerto héroïque, le deuxième mouvement, très chantant, en si majeur (soit ut bémol majeur), ménage une phase de repos. C'est une méditation très simple, lointaine parente du Benedictus de la Missa Solemnis du compositeur. Le piano se fond complètement à la masse orchestrale.
Les cahiers d'esquisses montrent bien qu'il ne fut pas facile à Beethoven de parvenir à cette beauté quasi magique caractéristique de ce mouvement lent.
Dans les dernières mesures, sur une tenue des cors, un si glisse vers un si bémol, permettant à Beethoven de revenir ainsi à la tonalité de mi bémol majeur, et d'énoncer à mi-voix, en guise de transition, le thème allègre et bondissant du Rondo, enchaîné attacca.

### Rondo. Allegro ma non troppo
Ce rondo abandonne définitivement son caractère de divertissement et se rapproche de la forme sonate. Il se distingue par sa verve, son enjouement, son humour et son élégance.

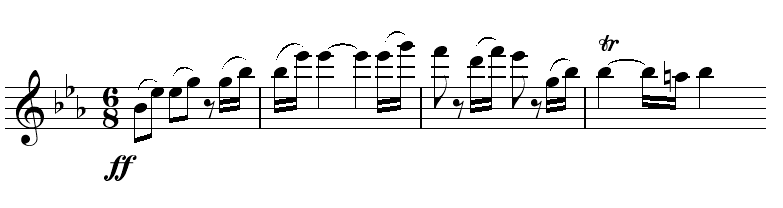
Le thème du refrain du troisième mouvement

Dans ce thème, la main droite joue quasiment en 3/4 tandis que la main gauche l'accompagne en 6/8. De cette opposition découle le dynamisme de ces mesures.
Pour obtenir des contrastes frappants entre les deux partenaires, Beethoven utilise une écriture pianistique particulièrement dense, comme dans le premier mouvement. De cette manière, le piano n'a pas de peine à s'affirmer pleinement, face à un orchestre puissant, dans ce morceau dansant.

## Utilisations
- Les deuxième et troisième mouvements font partie de la bande sonore du film Ludwig van B. de Bernard Rose (1994).
- Le second mouvement est utilisé dans deux films de Peter Weir : Pique-nique à Hanging Rock (1975) et Le Cercle des poètes disparus (1989, dans le bureau de M. Keating). Il sert également de support musical au film des frères Dardenne : Le Gamin au vélo. De la même façon il apparaît comme un leitmotiv dans le film de Rainer Maria Fassbinder, Wildwechsel (1973).
- Une bonne partie du concerto est jouée au Théâtre des Champs-Élysées au cours du film Fauteuils d'orchestre de Danièle Thompson (2006).
- Ce concerto est aussi la principale musique dans Les Fiancées de l'Empire de Jacques Doniol-Valcroze avec Yolande Folliot et Claude Giraud, fiction produite par Antenne 2 en 1980, diffusée en épisodes et actuellement disponible en DVD chez KOBA Films dans la collection « mémoire de la télévision ».
- C'est la musique principale du film : L'Appel du destin consacré à Roberto Benzi.
- Aussi joué par le protagoniste principal du film Le Concours, film américain réalisé en 1980 par Joel Oliansky avec Richard Dreyfuss et Amy Irving.
- Une grosse partie du concerto est également jouée en 2015 dans l'épisode 10 de la saison 1 de la série Sense8.
- L'adagio du concerto est utilisé dans le final du film Le Discours d'un Roi de Tom Hooper (2010)
- Le concerto est utilisé dans le film français L'amour est une fête de Cédric Anger (2018).
- Le rondo du concerto est utilisé dans l'épisode 3 de la saison 6 de Better Call Saul.

## Repères discographiques
De nombreux grands pianistes du XXe siècle ont joué en public ce concerto et l'ont aussi enregistré, tels que Backhaus, Schnabel, Fischer, Horowitz, Kempff, Serkin, Arrau, Brendel, Pollini, Gould, Rubinstein...
Edwin Fischer et Wilhelm Furtwängler avec l′Orchestre Philharmonia, 1951 (Naxos),.